# Touchwood Lake, Alberta
Touchwood Lake är en sjö i Kanada.   Den ligger i provinsen Alberta, i den centrala delen av landet, 2 700 km väster om huvudstaden Ottawa. Touchwood Lake ligger 628 meter över havet. Arean är 30 kvadratkilometer. Den sträcker sig 12,0 kilometer i nord-sydlig riktning, och 5,0 kilometer i öst-västlig riktning.
I omgivningarna runt Touchwood Lake växer i huvudsak blandskog. Trakten runt Touchwood Lake är nära nog obefolkad, med mindre än två invånare per kvadratkilometer.